# Moto Guzzi Condor-serie
De Moto Guzzi Condor is een 500 cc productieracer die door Moto Guzzi werd geproduceerd van 1939 tot 1940, maar al in 1938 voor het eerst werd ingezet onder de namen Nuova C en GTCL. Vanaf 1946 kreeg de machine de bijnaam "Dondolino".
| De Condor heette in 1938 nog "GTCL". Cilinder en cilinderkop waren toen nog van gietijzer |

## Voorgeschiedenis
Moto Guzzi was al in het jaar van haar oprichting (1920) begonnen met de deelname aan nationale Italiaanse races. In die tijd waren dat nog lange-afstandsraces, zoals de Targa Florio op Sicilië, de Noord-Zuid race van Milaan naar Napels, de "Circuito del Piave", in de omgeving van de Piave door de Falzaregopas, de Pordoipas en de Rollepas, de "Circuito di Cremona" door de provincie Cremona en de "Circuito del Lario", tussen Valbrona en de Valassina vallei. Daar namen niet alleen fabrieksrijders aan deel, soms kwamen honderden privérijders met hun eigen motorfietsen aan de start. Tussen 1927 en 1933 konden zij ook gebruikmaken van de Moto Guzzi 4V TT en de 4V SS, maar Moto Guzzi had zich intussen steeds meer op de 250 cc racers gericht, waardoor de 500 cc klasse minder belangrijk werd. In de jaren dertig had men die klasse opnieuw opgepakt, en met de overwinning van Stanley Woods in de TT van Man in 1935 met de Bicilindrica tweecilinder stonden de Moto Guzzi 500 cc racers weer volop in de belangstelling. Toch was men niet van plan een dergelijke gecompliceerde racer aan klanten ter beschikking te stellen. Daarom had men al in 1937 de eencilinder Moto Guzzi GTC gebouwd, een sportmotor op basis van de Moto Guzzi GTW. De GTC leverde 26 pk en had een topsnelheid van 150 km per uur. Hij had een nieuwe, voor de V-serie ontwikkelde stoterstangenmotor. Toch besloot men een meer speciale racer te ontwikkelen, door dit blok in een frame te hangen dat veel leek op dat van de 250 cc compressorracer.

## Nuova C en GTCL
De machine verscheen als "Nuova C" in 1938 bij het Circuito de Lario en werd enkele maanden later te koop aangeboden als "Moto Guzzi GTCL" (Gran Turismo Corsa Leggera). De machine waarmee Ugo Prini de Circuito de Lario, de debuutrace van de Nuova C, won, had al een aluminium cilinder en cilinderkop, maar die zou op de GTCL weer vervallen.

### Motor
| Condor-blok uit 1939 |
| {{{2}}}              |

De lay-out van de motor was gelijk aan die van alle Moto Guzzi-modellen. Het was een liggende eencilinder blokmotor met een buitenliggend vliegwiel dat een doorsnee van 280 mm had en 8,2 kg woog. Door dat buitenliggende vliegwiel konden de krukaslagers dicht bij elkaar liggen, waardoor een stevige constructie ontstond. De cilinder en de cilinderkop waren bij de Nuova C van aluminium, maar bij de GTCL weer van gietijzer. Anders dan bij de C2V/2VT/GT 2VT-modellen waren er geen los van elkaar staande stoterstangen zichtbaar. Bij die eerdere modellen stonden de kleppen dan ook parallel aan elkaar, waardoor een minder gunstige vorm van de verbrandingskamer ontstond. Bij de "V" (Valvole) motor zaten de stotertangen samen in een ronde buis, en werden de kleppen van binnenuit aangestuurd. De kleppen stonden onder een hoek, waardoor een koepelvormige verbrandingskamer ontstond. Door de omhullende buis leek het systeem op dat van een koningsasaandrijving. De tuimelaaras zat in een huis gelagerd, maar de tuimelaars en de klepveren zaten nog in de buitenlucht. Er was een dry-sump smeersysteem toegepast, waarbij de olietank boven op de benzinetank zat en de oliepomp rechts op het carter. Omdat ook spatsmering werd toegepast, draaide de krukas achterstevoren: de olie werd op die manier tegen de bovenkant van de cilinder gespat. De versnellingsbak zat in hetzelfde carter een deelde ook het smeersysteem met de motor. De boring en slag bedroegen nog steeds 88 en 82 mm, waardoor de cilinderinhoud 498,4 cc bedroeg. De benzine had in die tijd nog geen grote klopvastheid, waardoor de compressieverhouding relatief laag was, maar bij de sport- en racemotoren hoefde niet altijd handelsbenzine te worden gebruikt, waardoor de Nuova C/GTSL waarschijnlijk al behoorlijk meer compressie had. Het vermogen bedroeg ongeveer 26 pk. De ontsteking werd verzorgd door een Bosch magneetontsteking met een handbediende vervroeger en de brandstofvoorziening door een Dell'Orto 32 mm carburateur.

### Aandrijflijn
Ook de aandrijflijn volgde voor Moto Guzzi bekende paden. Dankzij de blokmotor (met ingebouwde versnellingsbak) kon de primaire aandrijving met tandwielen geschieden, maar bij de nieuwe "V"-motoren waren dat exemplaren met een schuine vertanding, die minder lawaai produceerden en bovendien smaller uitgevoerd konden worden. In de primaire aandrijving zat ook een transmissiedemper. Er was een meervoudige natte platenkoppeling, een voetgeschakelde vierversnellingsbak met een pre-selector en een kettingaandrijving naar het achterwiel. De versnellingsbak was nu van het constant-mesh type, waardoor het carter aangepast moest worden, want bij dit type lagen de assen achter- in plaats van boven elkaar.

### Rijwielgedeelte
De machine had een soort brugframe dat was afgeleid van de 250 cc-racer (de Albatros). Daarom had het een groot aantal aangeschroefde plaatstaaldelen, zoals het bovenste deel van het hoofdframe. Ook het achterframe was deels van plaatstaal. Vanaf het zadel de onderkant van het motorblok liepen stalen platen, van het balhoofd naar het motorblok buizen. Het motorblok was een dragend deel van het frame. De hoekstukken aan het achterframe waren van hydronalium, een legering van aluminium en magnesium. De voorvork was een gebruikelijke girdervork met één centrale veer en twee frictiedempers aan de zijkanten. De achtervering werd verzorgd door het unieke veersysteem van Moto Guzzi, waarbij twee schroefveren in kokers onder het motoblok lagen. Ze werd gedempt door twee frictiedempers naast het achterwiel. De swingarm zelf was van staal. De tank (met daarbovenop de olietank) was van plaatstaal, omdat de aluminiumlastechniek nog in de kinderschoenen stond, maar de spatborden waren uit aluminium geklopt.

### Resultaten
Tijdens het Circuito de Lario won Ugo Prini meteen de productieklasse, met een nieuw ronderecord.

## Condor
Als sportmotor moest de Condor, die in 1939 verscheen, gehomoleerd zijn voor het gebruik op de openbare weg. Wie er een kocht (voor 11.000 lire) kreeg dan ook een motorfiets met een complete elektrische installatie, zoals verlichting en claxon, maar ook een kickstarter, gereedschapskistjes en een gedempte uitlaat. De motor was nog eens aangepast, door de compressieverhouding te verhogen en een andere nokkenas toe te passen. Het vliegwiel was lichter (6,6 kg) en kleiner (260 mm). Cilinder en cilinderkop waren weer van aluminium. Het carter zelf bestond uit elektron, een magnesiumlegering. Door het uitbreken van de Tweede Wereldoorlog bleef de productie beperkt tot 69 exemplaren. Veel daarvan werden geleverd aan de Milizia della Strada (verkeerspolitie), de "Camicie Nere" (zwarthemden) van Benito Mussolini, waarvoor ook veel fabriekscoureurs en testrijders van Moto Guzzi geronseld werden. De machines werden gebruikt voor de patrouilles op de weg, maar ook in door de Milizia zelf georganiseerde wedstrijden. De Milizia-leden moesten dan loten om de beschikbare Condors.

### Resultaten
In 1939 won Nello Pagani de Circuito del Lario met de Condor. Hij moest het opnemen tegen de nieuwe viercilinder Gilera Rondine met compressor die 85 pk leverde, ongeveer drie keer zo veel als een Condor. Maar de Gilera was veel minder wendbaar. In 1940 won Guido Cerato de Milaan-Taranto race. Hoewel de productie in 1940 eindigde, werd er in 1946 nog wel geracet met de Condor. Gastone Berardi won de eerste naoorlogse circuitrace in Tortoreto degli Abruzzi en een aantal andere races. In dat jaar werd ook besloten de motor te herzien, waardoor de "Dondolino" ontstond.

## Dondolino
Hoewel "Dondolino" intussen een bekende naam is geworden, was deze machine, die op 21 mei 1946 debuteerde, een vernieuwde Condor. De bijnaam Dondolino, die "schommelstoel" betekent, dankte hij aan zijn minder goede rijkwaliteiten van dat moment. De motor was opnieuw opgevoerd, met een compressieverhouding van 8,5:1 en grotere kleppen: 44 mm voor de inlaat en 40 mm voor de uitlaat. Er werd ook een grotere 35 mm carburateur gemonteerd. In 1948 kreeg de krukas een derde lager. De dubbele achterveren, die nog van de GTV stamden, waren vervangen door één enkele veer die nog steeds onder het motorblok lag, maar nu "ingepakt" was in een klein gestroomlijnd stukje plaatwerk. Omdat de productieklasse na de oorlog verleden tijd was, en er vrijwel alleen nog op circuits geracet zou worden, was de voorrem nu veel belangrijker (en groter) dan de achterrem: 260 mm. De achterrem mat slechts 220 mm. Omdat bij ciruitraces de homologatie voor de openbare weg niet nodig was, werd de Dondolino niet meer met verlichting geleverd. Deze werd alleen gemonteerd tijdens Milaan-Taranto, een belangrijke nationale wedstrijd, en voor de zeer weinige, zeer rijke klanten die de motor niet in races wilden inzetten, maar gewoon een heel snelle wegmotorfiets wilden hebben. Er werd nog steeds aandacht besteed aan gewichtsbeperking: de remtrommels bestonden helemaal uit elektron. Ook werden maatregelen genomen om de luchtweerstand te beperken, zoals de "stroomlijn" van de achterveren. Verder waren de bedieningselementen van de voorrem helemaal ingebouwd in de trommel en kreeg het achterspatbord diepere zijkanten, om het "gat" tussen wiel en spatbord op te vullen. De gestroomlijnde tank van de "Bicilindrica" fabrieksracer kreeg de Dondolino niet. Door de enorme inflatie en de devaluatie van de lire was de prijs gestegen van 11.000- naar 895.000 lire. Hoeveel Dondolino's er geproduceerd werden is niet bekend, maar het moeten er enkele honderden zijn geweest, gezien de productieseries van 25 of 50 exemplaren waarmee gewerkt werd.

### Typo Faenza
In 1946 was op basis van de Dondolino de "Gambalunga" met een langeslag motor geïntroduceerd. Die motor had drie krukaslagers, maar voldeed in eerste instantie niet goed. Daarom greep Moto Guzzi terug op de cilindermaten van de Dondolino. Maar de driemaal gelagerde krukas van de Gambalunga werd vanaf dat moment ook in de Dondolino gebouwd. De Dondolino's kregen vanaf dat moment de toevoeging "Typo Faenza".

### Resultaten
De Dondolino was nog steeds een machine die bedoeld was voor privérijders. Het fabrieksteam racete met de nieuwe eencilinder Gambalunga of met de tweecilinder Bicilindrica. Maar in de wedstrijden op de "tweede rang" speelde de Dondolino een grote rol: In de Italiaanse tweede divisie werd de nationale titel behaald in 1946, 1948, 1950, 1951 en 1954 en in de derde divisie in 1947 en 1948. Jean Behra werd Frans nationaal kampioen in 1948, 1949, 1950 en 1951 en Galfetti en Musy behaalden de Zwitserse titel in 1950 en 1951. De Milaan-Taranto race, de enige lange-afstandsrace die na de oorlog over was gebleven, werd onafgebroken gewonnen in 1950, '51, '52 en '53. Toen begon de fut eruit de raken. De fabriek stelde geen belang meer in de privérijders, die op hun beurt steeds vaker ingehaald werden door modernere en snellere concurrenten. Sinds de Nuova C uit 1938 was er nauwelijks doorontwikkeld aan de eencilinder Guzzi's. De Dondolino kreeg geen opvolger. De Gambalunga was weliswaar ook een eencilinder, maar die werd alleen ter beschikking gesteld aan fabrieksrijders.

## Technische gegevens
| Moto Guzzi             | Nuova C/GTCL                         | Condor                                                       | Dondolino                            |
| ---------------------- | ------------------------------------ | ------------------------------------------------------------ | ------------------------------------ |
| Periode                | 1938                                 | 1939-1940                                                    | 1946-1951                            |
| Productieaantal        | Onbekend                             | 69                                                           | Onbekend                             |
| Categorie              | Productieracer                       | Productieracer                                               | Productieracer                       |
| Motortype              | Kopklepmotor                         | Kopklepmotor                                                 | Kopklepmotor                         |
| Bouwwijze              | dwarsgeplaatste liggende eencilinder | dwarsgeplaatste liggende eencilinder                         | dwarsgeplaatste liggende eencilinder |
| Cilinder               | Nuova C: Aluminium GTCL: Gietijzer   | Aluminium                                                    | Aluminium                            |
| Cilinderkop            | Nuova C: Aluminium GTCL: Gietijzer   | Aluminium                                                    | Aluminium                            |
| Klepopstelling         | 2 kopkleppen                         | 2 kopkleppen                                                 | 2 kopkleppen                         |
| Klepbediening          | stoterstang/tuimelaar                | stoterstang/tuimelaar                                        | stoterstang/tuimelaar                |
| Carburateur            | Dell'Orto SS 32 M                    | Dell'Orto SS 32 M                                            | Dell'Orto 35 mm                      |
| Ontsteking             | Bosch magneetontsteking              | Magneetontsteking                                            | Magneetontsteking                    |
| boring                 | 88 mm                                | 88 mm                                                        | 88 mm                                |
| slag                   | 82 mm                                | 82 mm                                                        | 82 mm                                |
| Cilinderinhoud         | 498,4 cc                             | 498,4 cc                                                     | 498,4 cc                             |
| Smeersysteem           | Dry-sump                             | Dry-sump                                                     | Dry-sump                             |
| Compressieverhouding   | Onbekend                             | 7:1                                                          | 8,5:1                                |
| Max. Vermogen          | 26 pk bij 5.000 tpm                  | 28 pk bij 5.000 tpm                                          | 33 pk bij 5.500 tpm                  |
| Topsnelheid            | 150 km/h                             | 160 km/h                                                     | ca. 170 km/h                         |
| Primaire aandrijving   | tandwielen                           | tandwielen                                                   | tandwielen                           |
| Koppeling              | meervoudige natte platenkoppeling    | meervoudige natte platenkoppeling                            | meervoudige natte platenkoppeling    |
| Versnellingen          | 4 Voetgeschakeld                     | 4 Voetgeschakeld                                             | 4 Voetgeschakeld                     |
| Secundaire aandrijving | ketting                              | ketting                                                      | ketting                              |
| frame                  | Brugframe met dragend motorblok      | Brugframe met dragend motorblok                              | Brugframe met dragend motorblok      |
| Wielbasis              | 1470 mm                              | 1470 mm                                                      | 1470 mm                              |
| Vering vóór            | Girder met frictiedempers            | Girder met frictiedempers                                    | Girder met frictiedempers            |
| Vering achter          | Swingarm met frictiedempers          | Swingarm met frictiedempers                                  | Swingarm met frictiedempers          |
| Wielen                 | 19" x 2¼                             | 19" x 2¼                                                     | 19" x 2¼                             |
| Banden                 | Vóór 20" x 3.00, achter 19" 3.50     | Vóór 21" x 2.75, achter 21" 3.00                             | Vóór 21" x 2.75, achter 21" 3.00     |
| Rem(men)               | Simplexrem vóór en achter            | Simplexrem vóór en achter                                    | Simplexrem vóór en achter            |
| Gewicht                | Onbekend                             | <130 kg in circuituitvoering 140 kg rijklaar met verlichting | 128 kg                               |
| Tankinhoud             | 17 Liter                             | 18 Liter                                                     | 19 Liter                             |
| Voorganger             | GTC                                  | GTCL                                                         | Condor                               |
| Opvolger               | Condor                               | Dondolino                                                    | Geen                                 |

## Trivia

### Vogelnamen
De "Condor" was de eerste Moto Guzzi in een hele serie met vogelnamen. Hij zou nog gevolgd worden door de Egretta (kleine zilverreiger), Airone (reiger), Albatros, Astore (havik), Galletto (haantje), Falcone (valk), Zigolo (gors), Cardellino (putter), Lodola (boomvalk) en Stornello (spreeuw).

### Pietro Remor
De besproken Gilera Rondine-viercilinder was ontwikkeld door Pietro Remor, die ook al verantwoordelijk was voor de OPRA viercilinder uit de jaren twintig. Hij had zijn ontwerp verkocht aan de vliegtuigfabriek Compagnia Nazionale Aeronautica, die het ontwerp weer doorverkocht aan Gilera. Toen de compressoren verboden werden, behaalde de compressorloze Gilera 500 cc wereldtitels in 1950, 1952, 1953, 1954, 1955 en 1957. Dat was echter nog niet alles, want MV Agusta had Remor in dienst genomen en bouwde exacte kopieën van de Gilera-motor. Die werd wereldkampioen in 1956 en vanaf 1958 onafgebroken tot 1965.